# Metapone leae
Metapone leae é uma espécie de formiga do gênero Metapone, pertencente à subfamília Myrmicinae.